# Фёдоровка (станция)
Фёдоровка (укр. Федорівка) — узловая железнодорожная станция Приднепровской железной дороги, расположенная в селе Новобогдановка Мелитопольского района, на пересечении линий Харьков — Симферополь и Токмак — Каховка.

## История
Строительство проходящего через Новобогдановку участка Александровск — Мелитополь Лозово — Севастопольской железной дороги началось в 1872 году, а 28 июня 1874 года этот участок вступил в эксплуатацию. В том же году начала работу и станция Федоровка.
Вероятно, станция получила своё название от села Фёдоровка, которое находится в 10 км к югу от станции и в конце XIX века заметно превосходило Новобогдановку по населению.

## Деятельность
На станции осуществляются:
- продажа пассажирских билетов;
- приём и выдача багажа;
- приём и выдача грузов повагонными и мелкими отправками (имеются подъездные пути).

## Дальнее сообщение
| № поезда     | Маршрут движения               | Периодичность         | № поезда     | Маршрут движения               | Периодичность                        |
| ------------ | ------------------------------ | --------------------- | ------------ | ------------------------------ | ------------------------------------ |
| 69**         | Львов — Мариуполь              | Посадки и высадки нет | 70           | Мариуполь — Львов              | Ежедневно                            |
| 83**         | Киев — Мариуполь               | Посадки и высадки нет | 84           | Мариуполь — Киев               | Ежедневно                            |
| 95**         | Бахмут — Мариуполь             | Посадки высадки нет   | 96           | Мариуполь — Бахмут             | По нечётным                          |
| 103**        | Киев — Мариуполь               | Посадки и высадки нет | 104          | Мариуполь — Киев               | Ежедневно                            |
| 141**        | Одесса — Мариуполь             | Посадки и высадки нет | 142          | Мариуполь — Одесса             | По чётным                            |
| 317 «Таврия» | Кривой Рог, Запорожье — Одесса | По чётным             | 318 «Таврия» | Одесса — Запорожье, Кривой Рог | По чётным                            |
| 471*         | Днепр, Кривой Рог — Бердянск   | Посадки и высадки нет | 472*         | Бердянск — Днепр, Кривой Рог   | Курсирует в летний период через день |

## Галерея
|                                         |                                 |                      |                                       |
| Вид на здание вокзала с внешней стороны | Вид на здание вокзала с перрона | Перрон               | Пешеходный мост через железную дорогу |
|                                         |                                 |                      |                                       |
| Вид с моста на перрон                   | Служебное здание                | Привокзальный туалет | Вид на здание вокзала сбоку           |